# Magnat

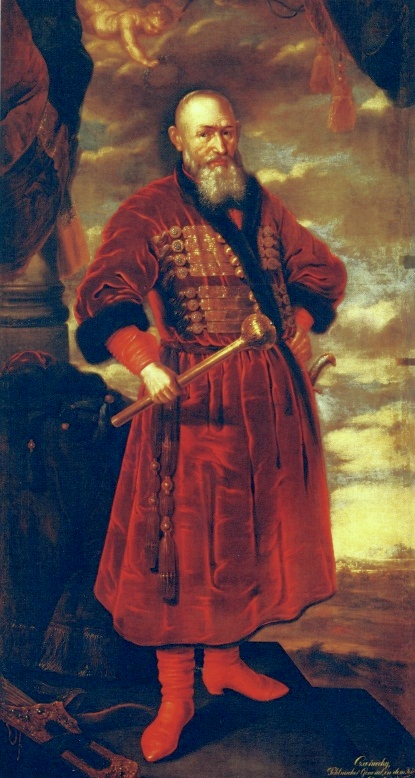
Stefan Czarniecki, ein polnischer Magnat des 17. Jahrhunderts

Als Magnat wird seit dem 20. Jahrhundert ein mächtiger Adeliger, Gutsbesitzer oder davon abgeleitet ein sehr reicher Großindustrieller bezeichnet. Hauptsächlich verwendet wird der Begriff für einen Inhaber großer, eventuell auch branchenbeherrschender wirtschaftlicher Macht (siehe auch Tycoon). So wurde zum Beispiel John D. Rockefeller als „Ölmagnat“ bezeichnet.
Etwas veraltet bezeichnet der Begriff auch einen Angehörigen des Hochadels, insbesondere in Polen und Ungarn, zuweilen auch in Böhmen.
Das Wort ist eine Entlehnung aus mittellateinisch magnas (Plural magnates) bzw. magnatus (Plural magnati) ‚Adliger‘, ‚vornehme einflussreiche Person‘, dem bereits in der Vulgata bezeugtes spätlateinischen magnātus ‚Großer‘, ‚Oberhaupt eines Volkes‘ (Plural magnātī) bzw. magnātēs (Plural) vorangehen, Bildungen zu lateinisch magnus ‚groß‘, ‚vornehm‘.

## Ungarn
Im Mittelalter wurden in Ungarn die mächtigsten Herren als Magnaten (ungarisch mágnások, főurak) bezeichnet. Dies umfasste im Wesentlichen den Hochadel im Gegensatz zum niederen Adel. Erst seit der Neuzeit sind damit Aristokraten gemeint, die in Ungarn durch persönliche Einladung am Landtag teilnahmen und sich hierzu in der ersten Kammer, der Magnatentafel versammelten, welche nach 1836 im Laufe der Zeit zunehmend gegenüber der zweiten Kammer, der Ständetafel, an Bedeutung verlor. Von 1861 bis 1918 war das Magnatenhaus ähnlich wie das britische House of Lords neben dem gewählten Abgeordnetenhaus die zweite gesetzgebende Kammer. Hierzu gehörten Anfang des 20. Jahrhunderts:
- die Prinzen
- der Palatin
- der Reichs- und Hofrichter
- der Ban von Kroatien
- der Ban von Slawonien
- der Ban von Dalmatien
- der Schatzmeister
- die Kronhüter
- die obersten Gespane der ungarischen Komitate
- alle ungarischen Fürsten, Grafen und Freiherrn
- die katholischen und griechisch-orthodoxen Erzbischöfe und Bischöfe
- ein katholischer Erzabt (Erzabtei Martinsberg)
- zwei Prioren von Ungarn (Agramer Dompropst, Generalvikar der Prämonstratenser)

## Polen
In Polen hießen Magnaten geistliche und weltliche Senatoren oder Reichsräte sowie der Hochadel. Das politische Gegenstück zu ihnen bildeten im Reichstag, dem Sejm, die Szlachta, Vertreter des Klein- bzw. Landadels. Polen wird in der Geschichtswissenschaft auch als Adelsrepublik bezeichnet, da Magnaten durch die wahlmonarchische Ordnung ausgesprochenen Einfluss auf das politische Geschehen nehmen konnten.

### Polnische Magnatenfamilien
- Branicki
- Chodkiewicz
- Czartoryski
- Czetwertyński
- Denhoff
- Działyński
- Drucki-Lubecki
- Firlej
- Gasztołd
- Giedroyć
- Górka
- Hlebowicz
- Holszański
- Hutten-Czapski
- Jabłonowski
- Kiszka
- Krasicki
- Krasiński
- Kmita
- Koniecpolski
- Koriat
- Kostka
- Lanckoroński
- Ledóchowski
- Leszczyński
- Ligęz
- Lisowski
- Lubomirski
- Łaski
- Nałęcz
- Odrowąż
- Oleśnicki
- Ossoliński
- Opaliński
- Ostrogski
- Ostroróg
- Pac
- Poniatowski
- Potocki
- Prażmowski
- Raczyński
- Radziwiłł
- Salewski
- Sapieha
- Sanguszko
- Sieniawski
- Sobieski
- Szafraniec
- Szydłowiecki
- Tarnowski
- Tęczyński
- Tyszkiewicz
- Weyher
- Wielopolski
- Wiśniowiecki
- Zamoyski
- Zaręba
- Zasławski
- Zborowski
- Żółkiewski